# Dózsa György út (Szentendre)
A Dózsa György út Szentendre egyik jelentős útvonala. A H5-ös HÉV végállomásától indul, dél felé tart.
Nyomvonala ősrégi: az Aquincumból jövő limes út a mai Dózsa György út és a Kossuth Lajos utca vonalában haladt el a római tábor Dunára néző főkapuja előtt, és haladt tovább észak felé.

## Fontosabb címek
- a Dózsa György út 3. alatt van a BKV  Városi Tömegközlekedési Múzeuma.
- a Dózsa György út 6. alatt van a Rendőrkapitányság.
- a Dózsa György út  5. - 7. szám alatt található a város autóbusz-állomása.
- a Dózsa György út 8. alatt van a Járási Hivatal.